# Loris Baz
Loris Baz (1 de febrero de 1993, Sallanches, Francia) es un piloto de motociclismo francés que participa en el MotoAmerica Super Sport con el WARHORSE HSBK RACING DUCATI.
Ha competido en el Campeonato Mundial de Superbikes, el Campeonato de Europa de Superstock 1000, el British Superbike Championship, y en el European Superstock 600 Championship, donde fue campeón en 2008.

## Biografía
En 2018, se dio la vuelta de Baz al Campeonato Mundial de Superbikes pilotando la BMW S1000RR del Gulf Althea BMW Racing Team. En la temporada fue muy regular y sumó puntos en casi todas las carreras de la temporada, sus mejores resultados de la temporada fueron dos sextos puestos conseguidos en las primeras carreras de Portugal y Catar. Además en esta temporada, Baz fue elegido por el Red Bull KTM Factory Racing para reemplazar al lesionado Pol Espargaró en el Gran Premio de Gran Bretaña, lamentablemente para el no pudo disputar el gran premio debido a la cancelación del mismo.
En 2021, Baz puso rumbo a Norteamérica para disputar la temporada 2021 del MotoAmerica Superbike, pilotara una Ducati Panigale V4R del Warhouse HSBK Racing Ducati.

## Resultados

### Copa FIM de Superstock 1000

#### Carreras por año
(Carreras en negrita indica pole position, carreras en cursiva indica vuelta rápida)
| Año  | Moto     | 1       | 2     | 3       | 4       | 5     | 6       | 7      | 8      | 9       | 10      | Pos. | Pts. |
| ---- | -------- | ------- | ----- | ------- | ------- | ----- | ------- | ------ | ------ | ------- | ------- | ---- | ---- |
| 2009 | Yamaha   | SPA Ret | NED 6 | ITA 10  | SMR 9   | GBR 5 | CZE Ret | GER 14 | ITA 10 | FRA 6   | POR 6   | 8.º  | 61   |
| 2010 | Yamaha   | POR 3   | SPA 5 | NED Ret | ITA Ret | SMR 6 | CZE 9   | GBR 6  | GER 5  | ITA     | FRA Ret | 8.º  | 65   |
| 2011 | Honda    | NED     | ITA   | SMR     | SPA     | CZE   | GBR     | GER    | ITA    | FRA Ret | POR 7   | 19.º | 9    |
| 2012 | Kawasaki | ITA 2   | NED 6 | ITA Ret | SMR     | SPA   | CZE     | GBR    | GER    | POR     | FRA     | 14.º | 30   |

### Campeonato Mundial de Superbikes

#### Por temporada
| Año   | Moto                  | Equipo                      | Carreras | Victorias | Podios | Poles | V.Ráp. | Pts. | Pos. | CM |
| ----- | --------------------- | --------------------------- | -------- | --------- | ------ | ----- | ------ | ---- | ---- | -- |
| 2012  | Kawasaki Ninja ZX-10R | Kawasaki Racing Team        | 20       | 1         | 3      | 0     | 1      | 122  | 13.º | –  |
| 2013  | Kawasaki Ninja ZX-10R | Kawasaki Racing Team        | 17       | 1         | 2      | 0     | 0      | 180  | 8.º  | –  |
| 2014  | Kawasaki Ninja ZX-10R | Kawasaki Racing Team        | 24       | 0         | 9      | 2     | 1      | 311  | 5.º  | –  |
| 2018  | BMW S1000RR           | Gulf Althea BMW Racing Team | 25       | 0         | 0      | 0     | 0      | 137  | 11.º | –  |
| 2019  | Yamaha YZF-R1         | Ten Kate Racing – Yamaha    | 23       | 0         | 0      | 0     | 0      | 138  | 10.º | –  |
| 2020  | Yamaha YZF-R1         | Ten Kate Racing – Yamaha    | 24       | 0         | 4      | 0     | 1      | 142  | 8.º  | –  |
| 2021  | Ducati Panigale V4 R  | Team GoEleven               | 5        | 0         | 2      | 0     | 0      | 53   | 15.º | –  |
| 2022  | BMW M1000RR           | Bonovo Action BMW           | 36       | 0         | 0      | 0     | 0      | 125  | 12.º | –  |
| 2023  | BMW M1000RR           | Bonovo Action BMW           | 0        | 0         | 0      | 0     | 0      | -    | -.º  | –  |
| Total |                       |                             | 172      | 2         | 20     | 2     | 3      | 1208 |      | 0  |

#### Carreras por año
| Año  | Marca    | 1      | 1       | 2      | 2      | 3      | 3      | 4     | 4     | 5      | 5      | 6       | 6      | 7       | 7      | 8       | 8      | 9       | 9     | 10      | 10      | 11     | 11     | 12      | 12     | 13    | 13    | 14     | 14      | Pos. | Pts. |
| Año  | Marca    | R1     | R2      | R1     | R2     | R1     | R2     | R1    | R2    | R1     | R2     | R1      | R2     | R1      | R2     | R1      | R2     | R1      | R2    | R1      | R2      | R1     | R2     | R1      | R2     | R1    | R2    | R1     | R2      | Pos. | Pts. |
| ---- | -------- | ------ | ------- | ------ | ------ | ------ | ------ | ----- | ----- | ------ | ------ | ------- | ------ | ------- | ------ | ------- | ------ | ------- | ----- | ------- | ------- | ------ | ------ | ------- | ------ | ----- | ----- | ------ | ------- | ---- | ---- |
| 2012 | Kawasaki | AUS    | AUS     | ITA    | ITA    | NED    | NED    | ITA   | ITA   | EUR 16 | EUR 8  | USA 15  | USA 14 | SMR Ret | SMR 8  | SPA Ret | SPA 20 | CZE 3   | CZE 8 | GBR 1   | GBR 2   | RUS 11 | RUS 9  | GER Ret | GER 8  | POR 7 | POR 7 | FRA 10 | FRA Ret | 13.º | 122  |
| 2013 | Kawasaki | AUS 6  | AUS Ret | SPA 5  | SPA 6  | NED 5  | NED 3  | ITA 7 | ITA 8 | GBR 5  | GBR 7  | POR 5   | POR 4  | ITA 9   | ITA 6  | RUS 8   | RUS C  | GBR 5   | GBR 1 | GER DNS | GER DNS | TUR    | TUR    | USA     | USA    | FRA   | FRA   | SPA    | SPA     | 8.º  | 180  |
| 2014 | Kawasaki | AUS 5  | AUS 2   | SPA 2  | SPA 2  | NED 4  | NED 7  | ITA 4 | ITA 4 | GBR 2  | GBR 2  | MAL Ret | MAL 5  | SMR 2   | SMR 2  | POR 3   | POR 6  | USA 9   | USA 6 | SPA Ret | SPA 7   | FRA 5  | FRA 7  | QAT 2   | QAT 7  |       |       |        |         | 5.º  | 311  |
| 2018 | BMW      | AUS 11 | AUS 9   | THA 11 | THA 12 | SPA 11 | SPA 15 | NED 7 | NED 8 | ITA 13 | ITA 11 | GBR 7   | GBR 10 | CZE 18  | CZE 11 | USA 15  | USA 10 | ITA Ret | ITA 9 | POR 6   | POR 9   | FRA 10 | FRA 10 | ARG 9   | ARG 11 | QAT 6 | QAT C |        |         | 11.º | 137  |

| Año  | Marca  | 1      | 1      | 1     | 2     | 2     | 2       | 3      | 3       | 3       | 4      | 4       | 4       | 5      | 5      | 5     | 6      | 6       | 6       | 7      | 7      | 7      | 8      | 8       | 8       | 9     | 9     | 9      | 10     | 10    | 10     | 11     | 11     | 11     | 12      | 12      | 12     | 13    | 13    | 13    | Pos. | Pts. |
| Año  | Marca  | R1     | CS     | R2    | R1    | CS    | R2      | R1     | CS      | R2      | R1     | CS      | R2      | R1     | CS     | R2    | R1     | CS      | R2      | R1     | CS     | R2     | R1     | CS      | R2      | R1    | CS    | R2     | R1     | CS    | R2     | R1     | CS     | R2     | R1      | CS      | R2     | R1    | CS    | R2    | Pos. | Pts. |
| ---- | ------ | ------ | ------ | ----- | ----- | ----- | ------- | ------ | ------- | ------- | ------ | ------- | ------- | ------ | ------ | ----- | ------ | ------- | ------- | ------ | ------ | ------ | ------ | ------- | ------- | ----- | ----- | ------ | ------ | ----- | ------ | ------ | ------ | ------ | ------- | ------- | ------ | ----- | ----- | ----- | ---- | ---- |
| 2019 | Yamaha | AUS    | AUS    | AUS   | THA   | THA   | THA     | SPA    | SPA     | SPA     | NED    | NED     | NED     | ITA    | ITA    | ITA   | SPA 12 | SPA Ret | SPA 9   | ITA 4  | ITA 12 | ITA 12 | GBR 4  | GBR 5   | GBR 6   | USA 8 | USA 7 | USA 7  | POR 16 | POR 9 | POR 6  | FRA 4  | FRA 7  | FRA 5  | ARG DNS | ARG Ret | ARG 12 | QAT 7 | QAT 7 | QAT 8 | 10.º | 138  |
| 2020 | Yamaha | AUS 7  | AUS 7  | AUS 8 | SPA 5 | SPA 4 | SPA 17  | POR 6  | POR 3   | POR Ret | SPA 7  | SPA 9   | SPA Ret | SPA 12 | SPA 11 | SPA 8 | SPA 14 | SPA 3   | SPA 10  | FRA 2  | FRA 6  | FRA 2  | POR 9  | POR Ret | POR Ret |       |       |        |        |       |        |        |        |        |         |         |        |       |       |       | 8.º  | 142  |
| 2021 | Ducati | SPA    | SPA    | SPA   | POR   | POR   | POR     | ITA    | ITA     | ITA     | GBR    | GBR     | GBR     | NED    | NED    | NED   | CZE    | CZE     | CZE     | SPA    | SPA    | SPA    | FRA    | FRA     | FRA     | SPA   | SPA   | SPA    | SPA 6  | SPA C | SPA 9  | POR 3  | POR 3  | POR 4  | ARG     | ARG     | ARG    | INA   | INA   | INA   | 15.º | 53   |
| 2022 | BMW    | SPA 11 | SPA 13 | SPA 7 | NED 6 | NED 6 | NED Ret | POR 10 | POR Ret | POR 12  | ITA 15 | ITA Ret | ITA 10  | GBR 9  | GBR 9  | GBR 9 | CZE 11 | CZE 11  | CZE Ret | FRA 14 | FRA 9  | FRA 9  | SPA 11 | SPA 9   | SPA 9   | POR 9 | POR 9 | POR 10 | ARG 16 | ARG 9 | ARG 17 | INA 10 | INA 12 | INA 13 | AUS 9   | AUS 10  | AUS 10 |       |       |       | 12.º | 125  |
| 2023 | BMW    | AUS    | AUS    | AUS   | INA   | INA   | INA     | NED    | NED     | NED     | SPA    | SPA     | SPA     | ITA    | ITA    | ITA   | GBR    | GBR     | GBR     | ITA    | ITA    | ITA    | CZE    | CZE     | CZE     | FRA   | FRA   | FRA    | SPA    | SPA   | SPA    | POR    | POR    | POR    | ARG     | ARG     | ARG    |       |       |       | -.º  | -    |

- * Temporada en curso.

### Campeonato del Mundo de Motociclismo
Sistema de puntuación de 1993 hasta 2022:
| Posición | 1.º | 2.º | 3.º | 4.º | 5.º | 6.º | 7.º | 8.º | 9.º | 10.º | 11.º | 12.º | 13.º | 14.º | 15.º |
| Puntos   | 25  | 20  | 16  | 13  | 11  | 10  | 9   | 8   | 7   | 6    | 5    | 4    | 3    | 2    | 1    |

(Carreras en negrita indica pole position, carreras en cursiva indica vuelta rápida)

#### Por temporada
| Año   | Cat.   | Moto           | Equipo                      | N.º   | Carreras | Victorias | Podios | Poles | VRap | Pts. | Pos. |
| ----- | ------ | -------------- | --------------------------- | ----- | -------- | --------- | ------ | ----- | ---- | ---- | ---- |
| 2015  | MotoGP | Yamaha Forward | Forward Racing              | 76    | 17       | 0         | 0      | 0     | 0    | 28   | 17.º |
| 2016  | MotoGP | Ducati         | Avintia Racing              | 76    | 14       | 0         | 0      | 0     | 0    | 35   | 20.º |
| 2017  | MotoGP | Ducati         | Reale Avintia Racing        | 76    | 18       | 0         | 0      | 0     | 0    | 45   | 18.º |
| 2018  | MotoGP | KTM            | Red Bull KTM Factory Racing | 76    | 0        | 0         | 0      | 0     | 0    | 0    | NC   |
| Total | Total  | Total          | Total                       | Total | 49       | 0         | 0      | 0     | 0    | 108  |      |

#### Carreras por año
| Año  | Cat.   | Moto           | 1       | 2       | 3       | 4       | 5      | 6       | 7      | 8      | 9      | 10      | 11     | 12      | 13     | 14     | 15      | 16      | 17      | 18     | 19  | Pos. | Pts. |
| ---- | ------ | -------------- | ------- | ------- | ------- | ------- | ------ | ------- | ------ | ------ | ------ | ------- | ------ | ------- | ------ | ------ | ------- | ------- | ------- | ------ | --- | ---- | ---- |
| 2015 | MotoGP | Yamaha Forward | QAT 22  | AME 17  | ARG 14  | SPA Ret | FRA 12 | ITA 12  | CAT 13 | NED 15 | GER 19 | IND     | CZE 15 | GBR 16  | RSM 4  | ARA 17 | JPN Ret | AUS 18  | MAL Ret | VAL 19 |     | 17.º | 28   |
| 2016 | MotoGP | Ducati         | QAT Ret | ARG Ret | AME 15  | SPA 13  | FRA 12 | ITA Ret | CAT    | NED    | GER 17 | AUT 13  | CZE 4  | GBR DNS | RSM    | ARA 18 | JPN 16  | AUS Ret | MAL 5   | VAL 18 |     | 20.º | 35   |
| 2017 | MotoGP | Ducati         | QAT 12  | ARG 11  | AME Ret | SPA 13  | FRA 9  | ITA 18  | CAT 12 | NED 8  | GER 19 | CZE Ret | AUT 9  | GBR 15  | RSM 16 | ARA 21 | JPN 10  | AUS 18  | MAL Ret | VAL 16 |     | 18.º | 45   |
| 2018 | MotoGP | KTM            | QAT     | ARG     | AME     | SPA     | FRA    | ITA     | CAT    | NED    | GER    | CZE     | AUT    | GBR C   | RSM    | ARA    | THA     | JPN     | AUS     | MAL    | VAL | NC   | 0    |

### MotoAmerica

#### Por temporada
| Año   | Moto                 | Equipo                               | N.º   | Carreras | Victorias | Podios | Poles | V. Ráp. | Pts. | Pos. |
| ----- | -------------------- | ------------------------------------ | ----- | -------- | --------- | ------ | ----- | ------- | ---- | ---- |
| 2021  | Ducati Panigale V4 R | Warhorse HSBK Racing Ducati New York | 76    | 20       | 0         | 9      | 0     | 3       | 238  | 4.º  |
| Total | Total                | Total                                | Total | 20       | 0         | 9      | 0     | 3       | 238  |      |

- * Temporada en curso.

#### Carreras por año
(Carreras en negrita indica pole position, carreras en cursiva indica vuelta rápida)
| Año  | Moto   | 1       | 1      | 2     | 2     | 3     | 3       | 4     | 4     | 5     | 5     | 6       | 6     | 7       | 7     | 8     | 8     | 8     | 9     | 9     | 9     | Pos. | Pts. |
| Año  | Moto   | R1      | R2     | R1    | R2    | R1    | R2      | R1    | R2    | R1    | R2    | R1      | R2    | R1      | R2    | R1    | R2    | R3    | R1    | R2    | R3    | Pos. | Pts. |
| ---- | ------ | ------- | ------ | ----- | ----- | ----- | ------- | ----- | ----- | ----- | ----- | ------- | ----- | ------- | ----- | ----- | ----- | ----- | ----- | ----- | ----- | ---- | ---- |
| 2021 | Ducati | ATL Ret | ATL 20 | VIR 4 | VIR 2 | RAM 2 | RAM Ret | RID 4 | RID 3 | LAG 2 | LAG 2 | BRA Ret | BRA 3 | PIT Ret | PIT 5 | NJE 5 | NJE 4 | NJE 4 | BAR 3 | BAR 2 | BAR 3 | 4.º  | 238  |

- * Temporada en curso.